# Зозуля Олег Олександрович
Олег Олександрович Зозуля (нар. 15 травня 1965, Запоріжжя, УРСР) — український футзаліст, воротар, гравець збірної України, футзальний тренер.

## Клубна кар'єра
Футзальну кар'єру розпочав 1993 року в запорізькій «Надії». У 1994 році перейшов у МФК «ДЮСШ-5-Мегапром» (Донецьк). Виступав також за МФК «Локомотив» (Одеса), МФК «Заря» (Бєльці), «Енергія» (Львів) та «Будівел-ВВ» (Дніпропетровськ). Двічі вигравав чемпіонат України та одного разу кубок України. У сезоні 1996/97 років визнавався найкращим воротарем України.

## Кар'єра в збірній
У футболці національної збірної України посів 4-е місце на чемпіонаті світу 1996 року та 5-е місце — на чемпіонаті Європи 1996 року.

## Кар'єра тренера
З 2009 по 2014 рік тренував польські клуби «Марвіт» (Торунь) та «Ред Девілс» (Хойніце). Найбільшим тренерським успіхом українця став вихід до Екстракляси з торунським клубом та срібні нагороди чемпіонату Польщі з «Ред Девілс».